# Euskadi Ta Askatasuna

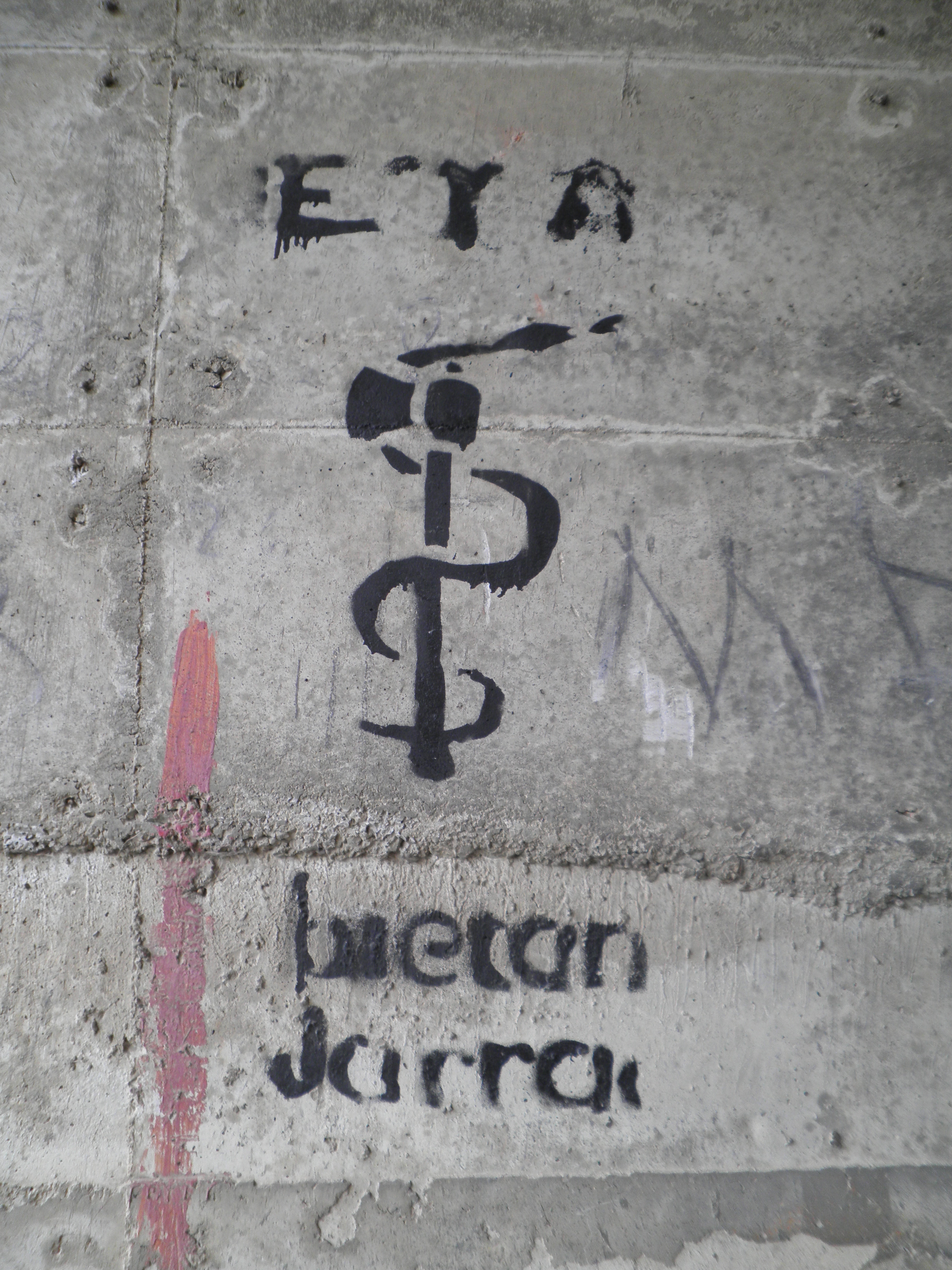
Graffiti mit ETA-Symbolen im Baskenland

Die Euskadi ta Askatasuna, kurz ETA, (baskisch für „Baskenland zur Freiheit“ oder „Freiheit für die baskische Heimat“, „Baskenland und [dessen/seine] Freiheit“) war bis zu ihrer Selbstauflösung am 2. Mai 2018 eine marxistisch-leninistische, separatistische baskisch-nationalistische Terrororganisation. Sie wurde 1959 als Widerstandsbewegung gegen die Franco-Diktatur gegründet und bediente sich vorwiegend terroristischer Mittel, obwohl ihr auch mehrere politische Parteien im Kampf für die baskische Autonomie zur Seite standen.
Insgesamt wurden von der ETA rund 830 Menschen getötet. Der erste Mord der ETA wurde am 28. Juni 1960 verübt.
Die Organisation verfolgte das Ziel eines von Spanien unabhängigen, sozialistisch geprägten baskischen Staates, der die spanischen autonomen Regionen Baskenland und Navarra sowie das französische Baskenland umfassen sollte, und führte ihren Kampf auch nach dem Übergang Spaniens von der Franco-Diktatur zur Demokratie weiter.
In den Jahren des Übergangs wurden viele Untersuchungen eingestellt, als ein Amnestiegesetz nicht nur die Schergen des Franco-Regimes, sondern auch ETA-Gefangene begnadigte.
Nachdem im November 2011 ein Waffenstillstand vereinbart worden war, erklärte sich die Euskadi Ta Askatasuna ein Jahr später zur Auflösung und Entwaffnung bereit, falls ihre Forderungen von der spanischen Regierung ausgeführt würden. Die Terroranschläge wurden im November 2011 gemäß den Bedingungen, die Spanien für das Einhalten des Waffenstillstandes gestellt hatte, eingestellt. Am 8. April 2017 begann die ETA mit der Übergabe ihrer Waffen an die Behörden. Von Mittelsmännern wurden der französischen Polizei etwa 3,5 Tonnen Waffen, Sprengstoff und andere gefährliche Materialien übergeben.
Am 2. April 2018 verlautete, dass sich die ETA Ende Mai/Anfang Juni endgültig auflösen wollte. Die ETA unternahm diesen Schritt nach einer Befragung der rund 287 in Frankreich und Spanien inhaftierten Mitglieder in den letzten Monaten. Nur zehn Prozent sollen gegen die Auflösung gestimmt haben. Anfang Mai gab sie durch das Zentrum für humanitären Dialog bekannt, nach einer internen Abstimmung mit 93 Prozent Zustimmung alle ihre Strukturen aufgelöst zu haben und auf einem Friedenskongress einen Schlussstrich unter die Gewalt zu ziehen. Die Opferverbände warfen der spanischen Regierung vor, sich von der ETA das Drehbuch vorgeben zu lassen, das Zentrum für humanitären Dialog sprach von einem bevorstehenden langen Zeitraum für das Verheilen von Wunden.

## Ziele und Ideologie

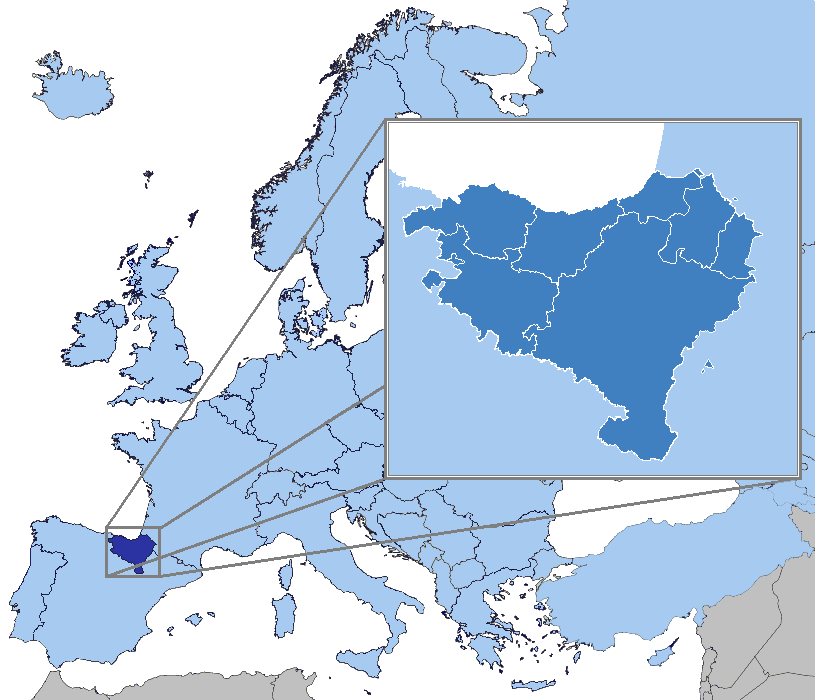
Lage des Baskenlandes in Spanien und Frankreich

Ziel der ETA war die Etablierung eines sozialistisch geprägten baskisch-nationalistischen Staates, in dem das baskische Volk soziale und politische Souveränität ausüben sollte. Dieses Modell eines linksnationalistischen Staates wurde als Euskal Herria bezeichnet und sah die komplette Selbstbestimmung der Basken vor, mittels einer eigenen, sozialistischen Regierung und eigener Streitkräfte.
Die Ausdehnung des Baskenlandes war politisch und gesellschaftlich umstritten und stand im Spannungsfeld von baskischem, spanischem und französischem Nationalismus. Der baskische Nationalismus, erstmals vom sozialdemokratischen Politiker Sabino Arana Goiri 1895 theoretisiert, forderte die kulturelle, politische, gesellschaftliche, wirtschaftliche und geographische Unabhängigkeit des Baskenlandes, das sich seit 1076, dem Jahr der Auflösung des Königreiches von Pamplona, unter spanischer Herrschaft befindet.
Seit den frühen Jahren des 20. Jahrhunderts wurden Arana Goiris politische Theorien von vielen Basken aufgegriffen, wobei die nationalistische Partido Nacionalista Vasco (PNV), Anfang des Jahrhunderts von ihm und weiteren Autonomisten gegründet, stärkste politische Kraft im Baskenland wurde (s. Abschnitt Vorgeschichte). Die zunehmende Radikalisierung des Nationalismus und die Aufnahme sozialkommunistischer Ideen durch autonomistische Arbeiter- und Studentenorganisationen führten zur Geburt der ETA.
Die nationalistische Idee der ETA ging zum Teil gegen die Ideale des traditionellen Nationalismus der PNV und der Intellektuellen um Arana Goiri, der eine archaische und ländliche Vorstellung der kulturellen und sozialen Herkunft des baskischen Volkes hat. Für die baskischen Linksnationalisten, deren radikalste Front die ETA darstellte, war das Konzept einer baskischen Herkunft eher historisch durch die baskische Sprache charakterisiert, das Euskera. Zudem wollen die Abertzales („Patrioten“), wie die sozialkommunistischen Autonomisten (unter ihnen die ETA) genannt werden, diese Interpretation der traditionellen nationalistischen Idee mit der sozialen Realität einer modernen Gesellschaft vereinigen, d. h. sie mittels der marxistischen Forderungen der Arbeiter- und Studentenformationen sowie der revolutionären Konzepte der linken intellektuellen Elite aktualisieren. Die Ideologie der Abertzale-Linken und der ETA bestand deswegen in einer Mischung aus traditionellem Nationalismus, vor allem aus dessen sprachlicher und kultureller Seite, und marxistisch-revolutionären Perspektiven. In diesem Umfeld entwickelte sich die ETA innerhalb der Abertzale-Linken zu einer nationalrevolutionären Bewegung, die sowohl baskisch-nationalistische Konzepte als auch marxistisch-leninistische Ideale aufnahm. Wie von Führungsmitglied Federico Krutwig während der dritten ETA-Versammlung ausgedrückt:

„Keine nationale Befreiung kann ohne eine soziale, politische und wirtschaftliche Revolution auskommen […]. Die Völker, die nicht unter einer fremden Unterdrückungskraft leiden, sind […] nicht im Stande, die enorme revolutionäre und fortschrittliche Kraft des antikolonialistischen Kampfes zu erkennen! […] Der Befreiungskampf der Basken ist ein wesentlicher Bestandteil des Befreiungskampfes aller vom kolonialistischen Imperialismus unterdrückten Völker! Der revolutionäre Nationalismus ist jene Form von Kampf, die von diesen Völkern, unter ihnen die Basken, aufgenommen werden muss!“

Nach einer Einschätzung in der Neuen Zürcher Zeitung durch Werner J. Marti vom Frühjahr 2018 hatte die ETA mit ihrem Terror keines ihrer Ziele erreicht.

## Innere Struktur

### Militärische Organisation
Die oberste Kommandostufe der ETA bestand aus dem Armeerat (baskisch: Zuzendaritza Batzordea, kurz Zuba), dem 6 bis 11 Personen angehörten. Unter diesen wurde der Präsident des Zubas gewählt, der somit auch zum Führer der gesamten Organisation wurde: von 2006 bis zu ihrer Verhaftung teilten Mikel Garikoitz Aspiazu Rubina (Txeroki) und Francisco Javier López Peña (Thierry) sich diesen Platz, ihnen folgten Gurbita, Joan Martitegi und Josu Ternera.
Der Armeerat gliederte sich weiterhin in elf kleinere Strukturen, die für Logistik, Politik, Kollaboration mit anderen Organisationen, militärische Operationen, Nachschub, Unterstützung der inhaftierten Mitglieder, Aufklärung und Spionage, Geldeintreibung, Rekrutierung sowie Verhandlung mit der spanischen Regierung verantwortlich waren.
Militärische Aktionen wurden von Kommandos (baskisch: Taldes) durchgeführt, die aus 3 bis 4 Mitgliedern bestanden und den Active Service Units der irischen Provisional IRA glichen. Zur Unterstützung der Taldes existierten in baskischen und spanischen Ortschaften zahlreiche versteckte Räume (baskisch: Zulos), in denen Waffen, Munition, Sprengstoff, Dokumente oder entführte Opfer versteckt wurden. Gesuchte Mitglieder der Taldes übernachteten oder versteckten sich in Zulos oder in sicheren Häusern, die meist Sympathisanten der ETA oder der Organisation selbst gehörten.
Zudem beschäftigte sich eine Gruppe von Mitgliedern und Intellektuellen damit, die Zeitung und das Bulletin der Organisation, genannt Kolonne (baskisch: Zutabe), herauszugeben.

#### Mitglieder

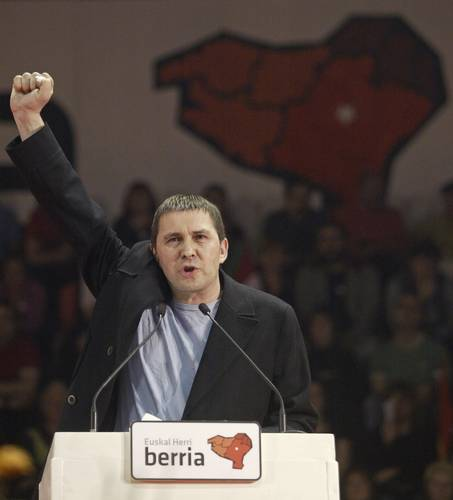
Mitglied des Armeerates der ETA sowie Abgeordneter der Batasuna Arnaldo Otegi auf einer Demonstration, 2006

ETA-Kämpfer (baskisch: Etarra) wurden von der Organisation in drei Kategorien eingestuft: Legale Mitglieder (baskisch: Legalak) hatten keine Vorstrafen, lebten ein normales Leben und wurden von den Sicherheitsorganen nicht verdächtigt, Militante der Organisation zu sein. Aufgabe der Legalaks war meist, Waffen und weiteres Material sowie vogelfreie Etarras unterzubringen. Illegale und polizeilich gesuchte Mitglieder (baskisch: Erretako) wurden von der ETA in Zulos oder sicheren Wohnungen von Legalaks und Sympathisanten versteckt, bekamen eine Monatsrente und führten die bewaffneten Aktionen durch. Inhaftierte und aus der Haft befreite Mitglieder (baskisch: Kaleratu) bekamen ebenfalls eine Monatsrente, beteiligten sich jedoch nicht an bewaffneten Aktionen.
1970 schätzte die spanische Regierung die Zahl der ETA-Mitglieder auf mehr als 300 aktive Kämpfer. 1975 wurden in Folge der Infiltration eines spanischen Geheimagenten des SECID mehr als 150 Mitglieder der ETA in Spanien und im Baskenland festgenommen, doch die meisten wurden wenige Monate später durch die Generalamnestie des Prinzen Juan Carlos I. begnadigt. Nach diesen Festnahmen steigerte die Organisation ihre interne Sicherheit, indem sie zahlreiche Personen, die von ihr der Spionage verdächtigt wurden, eliminierte und direkten Kontakt zwischen den Etarras verschiedener Taldes verbot. 1980 wurde die Mitgliederschaft der ETA wieder auf mehr als 200 Kämpfer geschätzt. Nach der Gründung der Batasuna verließen viele Etarras die Organisation und somit den aktiven Dienst, um in der Partei zu arbeiten und den Kampf auf politischem Weg fortzusetzen.
2011 bestand die ETA aus etwa 100 Mitgliedern.

##### Soziale Zusammensetzung
Die meisten der Etarras, die zwischen 1965 und 1980 im aktiven Dienst der Organisation standen und sich an bewaffneten Aktionen beteiligten, stammten aus Familien der baskischen Mittelschicht, wobei sie meist aus größeren Städten kamen. Nur etwa 25 % der 2005 mitinhaftierten Personen waren Frauen, doch es gibt wenige Daten über die Anwesenheit von Frauen im Zuba: Nur eine Frau, Iratxe Sorzabal Diaz, konnte für wenige Monate die oberste Führung der ETA übernehmen, und eine weitere, Izaskun Lesaka, wurde 2012 zur Koordinatorin der bewaffneten Kommandos der Organisation und kontrollierte deren gesamtes Arsenal. Über die soziale Zusammensetzung der ETA sind jedoch keine präzisen Quellen vorhanden.
Ein relativ großer Anteil ihrer Kämpfer bestand aus Studenten und Jugendlichen, die bereits Straßenkampf- und Protesterfahrungen besaßen, oft Mitglieder der ultralinken baskisch-nationalistischen Jugendorganisation SEGI und deren Schwestergruppen Kimuak und Ikasle Abertzaleak. 2010 veröffentlichte die spanische Polizei die Namen von 14 SEGI-Mitgliedern, die im Laufe des Jahres aktiv der ETA beigetreten waren; drei der Jugendlichen, zwischen 18 und 30 Jahre alt, wurden ein Jahr später in Rom verhaftet. Ein kleinerer Anteil an ETA-Mitgliedern bestand aus Arbeitern. In der Regel mussten alle Mitglieder nach den ersten bewaffneten Aktionen ihr normales Leben aufgeben, da sie von Sicherheitskräften mittels Fahndung gesucht wurden. Es war deshalb nicht selten, dass ein Mitglied als Jugendlicher in die Organisation eintrat und jahrelang bis zu seiner Verhaftung im Untergrund mit weiteren ETA-Kämpfern blieb.

##### Inhaftierte Mitglieder
Im Jahre 2003 waren in Spanien 508 und in Frankreich 115 ETA-Mitglieder in Haft. In Spanien sind Häftlinge auf Haftanstalten in unterschiedlichen Teilen des Landes verteilt: Dies ist ein Umstand, der von Angehörigen der Häftlinge immer wieder kritisiert wird, da die gesetzliche Regelung eine ortsnahe Unterbringung der Inhaftierten vorsieht.
Bei Menschenrechtsorganisationen wie Amnesty international (AI) gehen immer wieder Vorwürfe ein, in Spanien würden baskische Gefangene systematisch gefoltert. Die Weigerung Spaniens, internationale Mindeststandards des Häftlingsschutzes umzusetzen, vor allem die Ausweitung der Kontaktsperre ohne Anwalt, ohne ärztliche Aufsicht und ohne Recht auf Information der Außenwelt, werden von AI und dem Europäischen Ausschuss gegen Folter gerügt.
Während AI, um die Menschenrechte in der Region zu schützen, auch an die ETA appellierte, hat die UN-Menschenrechtskommission Spanien wiederholt wegen schwerer Menschenrechtsverletzungen insbesondere im Baskenland ermahnt.

### Ausbildung und Bewaffnung

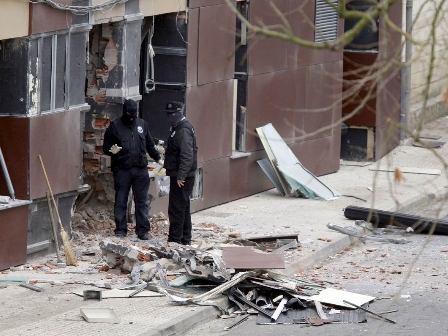
Todesort eines baskischen Ertzaintza nach einem Sprengstoffanschlag der ETA, 2009

Die ETA hatte zu verschiedenen Zeiten enge Beziehungen zur IRA und zur algerischen GIA. Mitglieder wurden ab Anfang der 1970er Jahre sowohl in Libyen, dem Libanon und in Nicaragua ausgebildet. Mögliche weitere Unterstützer waren Iran und Kuba.
Die Hauptwaffen der ETA waren kleine Schusswaffen, etwa Pistolen oder Maschinenpistolen. Größere Gewehre, etwa M16, AK-47 oder AR-18, wie sie im Arsenal der IRA zu finden waren, wurden von der Organisation selten verwendet. Die am meisten gebrauchten Waffen waren Pistolen der Modelle SIG Sauer P226 und Firebird, sowie Maschinenpistolen des Typs Uzi, Sa 23 und HK MP5. Bis Ende der 1970er Jahre wurden diese Waffen von der ETA auf dem internationalen Schwarzmarkt erworben, doch ab Anfang der 1980er Jahre konnte die Organisation größere Lieferungen durch die Zusammenarbeit mit der italienischen Camorra, mexikanischen Kartellen und südamerikanischen Kriminellen ankaufen.

### Kontakt mit weiteren Organisationen
Neben den marxistisch-revolutionären FARC-EP in Kolumbien hat die ETA im Laufe ihrer Geschichte auch mit weiteren spanischen und internationalen Befreiungsfronten zusammengearbeitet. Die wichtigsten davon waren die katalanische Untergrundorganisation Terra Lliure, die italienische marxistisch-leninistische Revolutionsfront der Brigate Rosse sowie die Provisional Irish Republican Army in Nordirland und die Palästinensische Befreiungsorganisation.
- Die 1978 bis 1995 aktive Terrorgruppe Terra Lliure nahm 1980 Kontakt zur ETA auf. Mehrere Kämpfer der katalanischen Befreiungsfront wurden daraufhin von der ETA im Norden Spaniens ausgebildet und bewaffnet und verübten in den folgenden Jahren einige Sprengstoffanschläge, die der ETA zugeschrieben werden.[32]
- Die 1990 bis 2004 aktive Splittergruppe der italienischen Brigate Rosse (deutsch: Rote Brigaden), genannt Nuove Brigate Rosse (deutsch: Neue Rote Brigaden) hat erstmals 2002 Kontakt zur ETA aufgenommen. Bei Verhandlungen in Chiavari 2003 wurden von den BR einige Waffengeschäfte mit der baskischen Organisation abgeschlossen.[33]
- Die 1960 bis 1997 in Irland aktive IRA nahm in den 1970er Jahren Kontakt zur ETA auf.[34] Zwischen den beiden Organisationen kam es ab 1975 zu Waffenhandel und verschiedenen Ausbildungstreffen. Die IRA verkaufte der ETA 1999 mehrere SAM-Raketen, die zum Abschuss von José María Aznars Privatflugzeug dienen sollten. Die Raketen versagten allerdings dreimal den Dienst, woraufhin Etarras einen Protestbrief nach Belfast sandten.[35] Eine Einheit des britischen Military Intelligence Service wurde 2002 nach Spanien beordert, um über ein zwischen IRA und ETA existierendes Terrornetz zu ermitteln.[36] Verbindungen zwischen der IRA und der ETA bestanden bis zur Auflösung.
- Die Palästinensische Befreiungsorganisation (PLO) und die ETA nahmen erstmals Ende der 1970er Jahre Kontakt auf. Spanische und israelische Sicherheitskräfte behaupten, Etarras und PLO-Kämpfer seien gemeinsam in Terrorcamps im Gazastreifen und in Libanon ausgebildet worden.[37] Die beiden Organisationen haben internationalen Waffenhandel betrieben, unter anderem mit der IRA.

### Auftreten

#### Symbole und Parolen

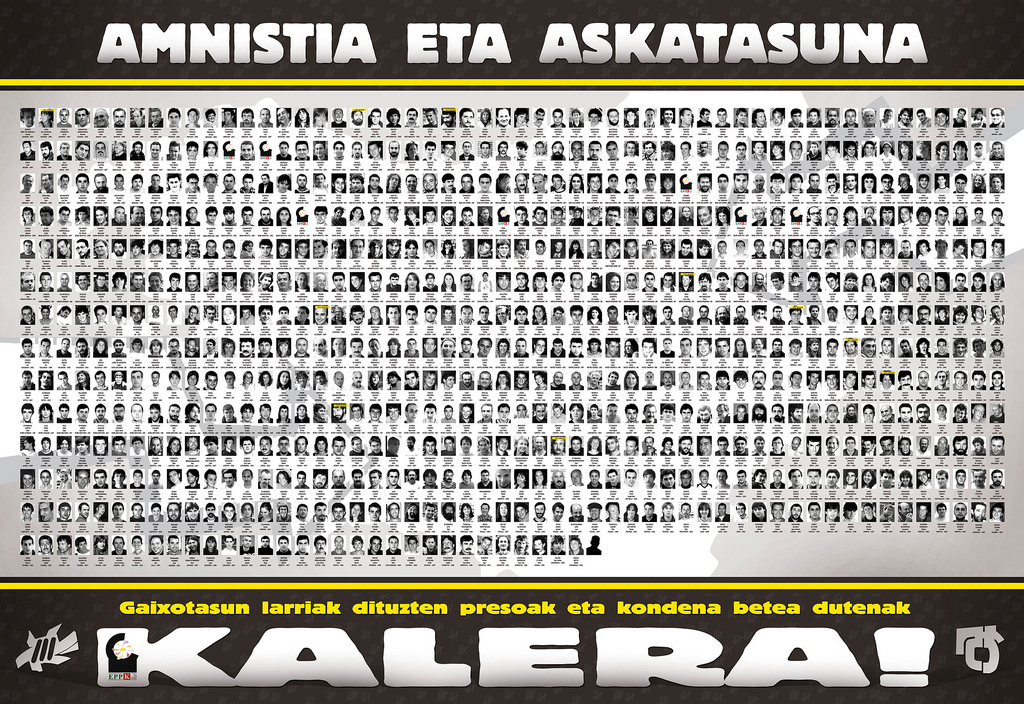
Gruppe der baskischen politischen Gefangenen 2008 (733 Personen, etliche davon waren ETA-Mitglieder oder Sympathisanten), in einem Plakat von Gestoras pro-Amnistía (jetzt als illegal erklärt)

Das Motto der ETA lautete Bietan Jarrai („Vorwärts auf beiden Wegen“). Diese Schrift stand seit den 1970er Jahren im offiziellen ETA-Logo unter den beiden Symbolen der Schlange und der Axt (zuweilen auch der Doppelaxt). Die Schlange symbolisierte dabei die List, die bei Verhandlungen mit dem spanischen Staat und bewaffneten Aktionen angewandt werden musste, die Axt symbolisierte die Härte im Kampf. ETA-Mitglieder und Sympathisanten der Organisation bedienen sich des Slogans Gora ETA! (deutsch: Ein Hoch auf die ETA!): Etarras machten davon auch bei Verhaftungen oder vor Gericht Gebrauch. Weitere Ausdrücke, die bei Versammlungen und öffentlichen Demonstrationen und Veranstaltungen die Loyalität der Aussprechenden der Organisation gegenüber bewiesen, waren Gora ETA militarra (deutsch: Ein Hoch auf die militärische ETA) und Gora Batasuna (deutsch: Ein Hoch auf die Einheit). Gora ETA auf Aufmärschen zu schreien wurde im spanischen Justizkodex als Verherrlichung des Terrorismus angesehen. Radikale Parolen der baskischen nationalistischen Linken wie Borroka da bide bakarra (deutsch: Der Kampf ist der einzige Weg), Gora Euskal Herria (deutsch: Ein Hoch auf ein Freies und sozialistisches Baskenland) und Askatasuna Behar Du (deutsch: Vorwärts zur Freiheit) wurden ebenfalls benutzt.

#### Anerkennung des Gerichtes
Im Justizpalast traten Etarras und weitere Angehörige der ETA oder der Batasuna Richtern und Anwälten gegenüber mit provozierenden und verachtenden Haltungen auf. Das spanische Rechtssystem wurde von den inhaftierten baskischen Nationalisten grundsätzlich nicht anerkannt. Insgesamt wurde die spanische Justiz von radikalen Nationalisten und Abertzale-Linken öffentlich als „Besatzungsjustiz“ bezeichnet. Angeklagte ETA-Kämpfer weigerten sich, den Anweisungen des Gerichts Folge zu leisten sowie Antworten im Zeugenstand abzugeben, und traten Richtern und Geschworenen mit Ausrufen von Gora ETA! und Me dais asco! (deutsch: Ihr ekelt mich an!) gegenüber.

#### Terror- und Kampftaktiken
Die ETA verwendete seit ihrer Gründung verschiedene Taktiken:
BombenAutobomben, Briefbomben, Spreng- und Brandvorrichtungen sowie Zeitbomben werden von der Organisation seit 1960 benutzt. Dafür wurde zumeist Schwarzpulver, Ammonal und Plastiksprengstoff, vor allem das tschechische Semtex sowie C4, RDX und TNT verwendet. Manchmal wurde von der Organisation vor dem Attentat eine Warnung an Sicherheitsorgane oder Zeitschriften abgegeben.
Gezielte MordeZum Ziel dieser Aktionen wurden Polizisten, Politiker, Journalisten und weitere Personen. Oft wurden diese durch einen Sprengkörper oder eine Sprengfalle getötet, wie beim Attentat 1973 auf den Ministerpräsidenten Carrero Blanco. Auch der Mord auf offener Straße oder in der eigenen Wohnung sowie die Entführung und Hinrichtung des Ziels wurden von der ETA durchgeführt.
Gezielte VerletzungenZum Ziel dieser Aktionen wurden ebenfalls Polizisten, Politiker, Journalisten sowie kleinere baskische Kriminelle. Diese wurden durch eine Talde mit Schusswaffen verwundet, um eine Warnung zu hinterlassen. Kriminellen gegenüber wurde, wie in Nordirland, Kneecapping als soziale Bestrafung oder Warnung angewandt: durch einen Schuss wurde die Kniescheibe des Opfers zerstört.
EntführungDie Entführung von Personen (Politikern oder Journalisten, aber auch baskischen Unternehmern) diente sowohl politischen als auch finanziellen Zwecken. Oft wurden die gekidnappten Ziele nur gegen Lösegeld oder die Freilassung Inhaftierter Etarras freigegeben.
StraßenkampfJugendorganisationen der ETA sowie der Batasuna, wie Jarrai, Haika und Segi betrieben auf Demonstrationen, Veranstaltungen sowie Protestzügen Straßenschlachten (baskisch: Kale Borroka) und griffen Polizei- und Sicherheitskräfte mit Molotowcocktails, Steinen und Eisenstangen sowie Schusswaffen an.
Revolutionäre SteuereintreibungDie Eintreibung von erpressten Schutzgeldern durch die ETA wurde überall im Baskenland sowie im baskischen Frankreich betrieben. Die Organisation machte auf diese Weise einen Profit von etwa einer Million Dollar.
Bank- und RaubüberfälleDie ETA überfiel seit ihrer Gründung französische sowie spanische Banken zur Selbstfinanzierung, was ihr einen jährlichen Profit von 500.000 $ einbrachte. Zudem raubte die Organisation Spielbanken, Waffenhändler und reiche Basken aus, die als „Feinde des Volkes“ bezeichnet werden.

## Politische Fronten und parapolitische Kampagnen

### Abertzale-Linke und radikalnationalistische Parteien

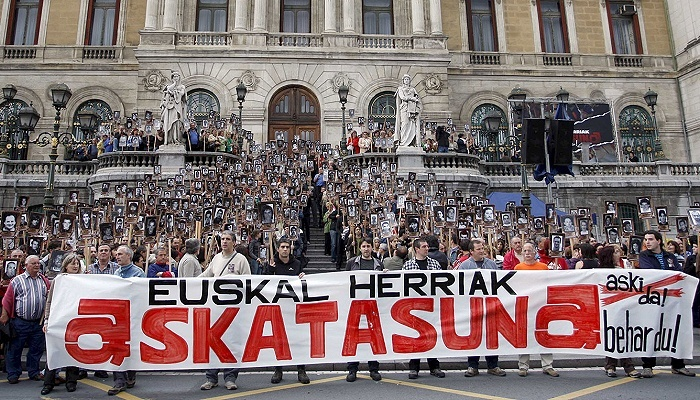
Abertzale-Linke und Mitglieder der Partei Batasuna demonstrieren 2008 gegen die Internierung von ETA-Gefangenen in Bilbao

Als Abertzale-Linke (baskisch: Ezker abertzalea) werden in der politischen Szene des Baskenlandes sozialkommunistische und nationalistische Parteien, politische Gruppierungen und Organisationen bezeichnet. Eine eigentliche Abertzale-Front entstand in den 1970er Jahren, als sich radikale Linksnationalisten zur Partei Batasuna zusammenschlossen. Viele der Mitglieder der marxistisch-autonomistisch orientierten Formation, welche die Anwendung von Gewalt gegenüber spanischen „Besatzungskräften“ nicht öffentlich verabscheute, sympathisierten ideologisch mit der ETA. Mehrere Führungsmitglieder der Batasuna wurden im Laufe der 1970er, 1980er und 1990er Jahre wegen Mitgliedschaft im militanten Kern der ETA verhaftet und angeklagt. Einige, wie Josu Ternera und Arnaldo Otegi, wurden zu Haftstrafen verurteilt. Im Oktober 2002 untersagte der spanische Richter Baltasar Garzón für einen Zeitraum von drei Jahren alle Aktivitäten der Batasuna, mit der Begründung, dass diese der ETA angehörte. 2003 wurde nach einem Antrag der Regierung die Partei vom Obersten Gerichtshof verboten; das Verbot wurde später vom spanischen Verfassungsgericht sowie 2009 vom Europäischen Gerichtshof für Menschenrechte bestätigt.
Im Laufe der Jahre wurden mehrere weitere politische Organisationen von spanischen und internationalen Quellen als ETA-nah bezeichnet, darunter die Parteien Euskal Herrialdeetako Alderdi Komunista (EHAK), Eusko Abertzale Ekintza – Acción Nacionalista Vasca (EAE-ANV) (ebenfalls vom spanischen Gerichtshof verboten), Amaiur, Sortu und Bildu sowie die Koalition Euskal Herria Bildu (EH-Bildu).

### Gewerkschaften
Die Langile Abtertzaleen Batzordeak (deutsch: Patriotische Arbeiterkomitees, LAB) ist eine sozialistisch orientierte Organisation innerhalb der baskischen Gewerkschaftsbewegung. Sie gilt als nationalistisch-revolutionär und ist Teil der Abertzale-Linken. Der Gewerkschaft gehören auch viele Mitglieder der nationalistischen Parteien Batasuna und Bildu an. Die LAB wurde 1974 als Massenorganisation der nationalistisch-sozialistischen baskischen Arbeiterkräfte gegründet und ging aus der Vereinigung der Comisiones Obreras Representativas (deutsch: Repräsentative Arbeiterkommissionen, COR) und der Comisiones Obreras Abertzales (Patriotisch-linke Arbeiterkommissionen, COA) hervor. Als Gründungsprinzip galt die „Befreiung der baskischen Arbeiterklasse“. Unter den LAB-Gründern sind die bekannten nationalistischen Führer Jon Idigoras und Xabier Elorriaga.
Am 9. April 1995 begann die LAB mit der PNV-nahen Gewerkschaft Eusko Langileen Alkartasuna (Solidarität der baskischen Arbeiter, ELA) zusammenzuarbeiten. Erste Forderungen waren gewerkschaftlich organisierte Arbeitsbeziehungen zwischen baskischen Arbeitern und spanischen Unternehmen. Zudem forderten die beiden Gewerkschaften die Selbstbestimmung der baskischen Arbeiterbewegung, ein Ende der spanischen Repression und Verhandlungen mit der ETA. 1997 brach die Beziehung zwischen den beiden Gewerkschaften ab, da die LAB sich weigerte, die Morde der ETA offiziell zu verurteilen.
In den frühen Jahren des 21. Jahrhunderts verstärkte die LAB ihre Beziehungen zu anderen baskischen Gewerkschaften. So beteiligt sich der Abertzale-Arbeiterbund mit den Gruppen ELA, STEE-EILAS, EHNE und Hiru an einem gemeinsamen Gewerkschaftsprojekt, das oft als Mehrheitsgewerkschaft der Basken bezeichnet wird, gemeinsame Forderungen formuliert sowie gemeinsame Aktionen, Proteste, Straßendemonstrationen und Generalstreiks organisiert. Die LAB hat heute etwa 45.000 Mitglieder und mehr als 3300 Gewerkschaftsvertreter.
Nach dem Verbot der Partei Batasuna im Jahr 2003 war die LAB sechs Jahre lang (bis zur Gründung der Partei Bildu) die einzige größere legale Organisation der baskischen Abertzale-Bewegung. Von 2009 bis 2012 änderte sich diese Situation mit dem Erscheinen der politischen Formationen Bildu, die größtenteils aus Mitgliedern der Batasuna besteht, und Sortu.
Die LAB wird seit ihrer Gründung vom Obersten Gerichtshof in Spanien als „radikal“ betrachtet. 2003 wurden Teile der Gewerkschaft als ETA-nah und „militant gewalttätig“ bezeichnet. Ein Versuch, die LAB für illegal zu erklären, wurde vom Verfassungsgericht unter Bedenken des 22. Artikels der Verfassung des Königreichs Spanien, der Vereinsrecht sowie Freiheit der Gewerkschaften und Parteien verspricht, abgelehnt.

### Jugendorganisationen
Drei baskisch-nationalistische Jugendorganisationen wurden vom Obersten Gericht (tribunal supremo) Spaniens wegen verdächtigem Kontakt zur ETA verboten.

#### Jarrai
Jarrai, eine 1979 in Leioa gegründete Jugendorganisation, betrieb ab dem Jahr 1980 organisierte Straßengewalt im spanischen Baskenland. 1992 formierten sich radikalmilitante Teile der Organisation zu einem Sabotagenetzwerk (Y-Kommando), das in den folgenden Jahren dutzende kleinere Anschläge in baskischen Städten beging. Das spanische Landesgerichtsamt in der Audiencia Nacional warf Jarrai im Jahr 1999 zunächst „Zusammenarbeit mit der ETA“ vor; ein Jahr später wurden alle Aktivitäten von Jarrai untersagt. Dies wurde vom Gerichtshof mit dem Argument gerechtfertigt, dass Jarrai in ihren Sabotage- und Straßenkampfaktionen stark mit der ETA verknüpft gewesen sei. Die Anklage lautete, Jarrai unterstütze die terroristische Organisation „mit der Rekrutierung neuer Mitglieder und mit Ausbildungskursen im Umgang mit Sprengstoff und Schusswaffen“.

#### Haika
Im September 2000, einen Monat nach dem von Garzón eingeleiteten Verfahren, das zum Verbot der Partei Batasuna führte, wurde Haika, der jugendliche Arm der Batasuna-Nachfolgerpartei EHAK, offiziell in Bilbao gegründet. Sofort wurde die neue Gruppierung vom spanischen Gerichtshof als „Nachfolgerin“ der zwischen 1999 und 2000 verbotenen Jarrai identifiziert und wenige Monate später wurde ein Verfahren gegen Haika in der Audiencia Nacional eingeleitet.
Haika war in der Tat die Fortsetzung der Jarrai, deren Mitglieder sich nach dem Verbot durch das spanische Gericht zusammen mit der ebenfalls in Spanien illegalen Gruppe Gazteriak in Frankreich neu formiert hatten. Etwa 20.000 Jugendliche nahmen an der ersten Versammlung teil.
Die ETA versicherte in einem Communiqué wenige Monate nach der Gründung dieser neuen Gruppe ihre Unterstützung. Nach Angaben des spanischen Innenministeriums kamen fast alle 2008 aktiven Kämpfer der ETA aus einer Erfahrung in Haika. Am 10. Mai 2001 untersagte Richter Garzón alle Aktivitäten der Organisation, die er als Jarrai-Haika bezeichnete. Einen Monat später wurde Haika als „radikale, militante und gewaltbereite terroristische Organisation“ endgültig verboten. Garzón sagte über die Jugendorganisation, sie diene der ETA als „Steinbruch für künftige Mitglieder“, bezeichnete Haika als „kriminelle und terroristische Bande“ und als „ein integrierten Teil der terroristischen Struktur der ETA“. Etwa 50 Aktivisten der Haika wurden in Spanien und Frankreich wegen Mitgliedschaft in einer illegalen Organisation verhaftet, etliche wurden zu Haftstrafen verurteilt.

#### Segi
Segi wurde als Nachfolgeorganisation von Haika im Juni 2001 gegründet und im Februar 2002 für illegal erklärt. In Frankreich bestand Segi fort und löste sich 2012 auf.

### Politische Kampagnen:Euskal Presoak Euskal Herrira
Sowohl die legalen Fronten der ETA als die Organisation selbst organisierten größere Kundgebungen in baskischen Städten. Sympathisanten, Linksnationalisten und Jugendliche demonstrierten jede Woche in verschiedenen baskischen Orten, um gegen eine ungerechte Behandlung oder Verurteilung inhaftierter Mitglieder und für die Legalisierung ETA-naher Parteien, Gruppen und politischer Formationen zu protestieren. Einer der Hauptpunkte der ETA-nahen Kampagnen war die Verlegung von baskischen politischen Gefangenen (sowohl Mitglieder der Organisation als auch bei Kale-Borroka Straßenschlachten verhaftete Jugendliche) von Strafanstalten in Spanien zu Spezialgefängnissen im Baskenland, was unter dem Motto Euskal Presoak Euskal Herrira (deutsch: Baskische Gefangene ins Baskenland) reklamiert wurde. Dazu führte die ETA Veranstaltungen zu Ehren ihrer Gefallenen am Tag des baskischen Kriegstoten (Gudari Eguna) durch, bei denen Politiker der Batasuna und zuweilen maskierte Etarras auftraten, die vor der Menge Salutschüsse abfeuerten. Oft entbrannten bei solchen Aktionen heftige Konflikte zwischen den Anwesenden und der baskischen Ertzaintza, die für die Eindämmung von Krawallen und Crowd and Riot Control zuständig ist.

### Unterstützung der ETA
Nach Angaben des Euskobarometro, eine von der Universidad del País Vasco (Universität des Baskenlandes) durchgeführte Umfrage über die Unterstützung der ETA durch die baskische Bevölkerung, erhielt man im Mai 2009 folgende Ergebnisse: 64 % der befragten Basken lehnten sowohl Methoden als auch Ideologie der ETA völlig ab, 13 % bezeichneten sich als ehemalige ETA-Sympathisanten, deren Unterstützung für die bewaffnete Organisation sich stark verringert hatte oder gar abgebrochen war. Weitere 10 % stimmten Zielen und Ideologie der ETA zwar zu, verabscheuten jedoch deren Methoden. 3 % bezeichneten ihre Haltung gegenüber der ETA als ängstlich, während 3 % Gleichgültigkeit ausdrückten und weitere 3 % unentschieden waren oder keine Antwort abgaben. Etwa 4 % bezeichneten sich als Unterstützer der ETA, deren Aktivität „gerechtfertigt“ gewesen sei, doch kritisierten einige ihre Aktionen, und nur 1,5 % der Basken gaben der terroristischen Organisation komplette Unterstützung.
Eine zweite Umfrage, innerhalb der Batasuna-Wähler und der Abertzale-Linken, ergab gemischte Ergebnisse: 48 % der Befragten lehnten die Gewalt der ETA ab, 49 % fanden die Aktivität der ETA gerechtfertigt und sahen den Grund für deren terroristische Aktionen in der Brutalität des spanischen Staates.
Eine dritte Umfrage, geführt von der baskischen Regierung während der ETA-Waffenruhe im Dezember 2006 ergab, dass die Lösung des Konfliktes für 88 % der Basken in einem offenen Dialog aller beteiligten Parteien und Gruppen lag, einschließlich einer Diskussion über die politische Situation des Baskenlandes. 69 % der Befragten unterstützten ein Referendum zur Ratifizierung der Ergebnisse dieses Dialoges (etwa soziale, wirtschaftliche und politische Autonomie des Baskenlandes, verfassungsrechtlicher Status des Baskenlandes, Amnestie für politische Gefangene usw.). Die Umfrage zeigte auch, dass die Hoffnung der Basken auf eine friedliche Lösung des Konfliktes auf 78 % (von 90 % im April, dem Monat, in dem die ETA den Waffenstillstand verkündete) gesunken war.
Diese Umfragen deckten jedoch nicht Navarra ab, wo der Linksnationalismus historisch schwächer ist als in den zentralen Gebieten des Baskenlandes (rund 25 % der Bevölkerung Navarras wählt PNV, 7 % die Abertzale-Linke), und die nördlichen Regionen, wo die nationalistische Unterstützung noch schwächer war (ca. 15 % der Bevölkerung stimmt für die PNV, 4 % für die Abertzale-Linke).

## Geschichte

### Vorgeschichte

#### Beginn der nationalistischen Bewegung

Die Ikurriña, traditionelle Flagge des Baskenlandes sowie der baskischen separatistischen Bewegung

Als Begründer des baskischen Nationalismus gilt Sabino Arana Goiri, der am 31. Juli 1895 die Nationalistische Baskische Partei (Partido Nacionalista Vasco, auch als PNV bekannt und auf Baskisch Euzko Alderdi Jeltzalea) gründete. Er verfasste zudem diverse Schriften über die baskische Nation, deren Geschichte und Traditionen sowie ihr Verhältnis zu Spanien. Die sozialdemokratisch ausgerichtete Euzko Alderdi Jeltzalea hat immer auf friedlicher Basis und auf demokratischem Weg für die Unabhängigkeit des Baskenlands gestritten und erhielt bei den ersten demokratischen Wahlen in Spanien einen sehr hohen Anteil an Stimmen im Baskenland. Es bildeten sich jedoch um 1920 bereits Splittergruppen, wie der Studentenverein Aberri, dessen extreme Positionen einen bewaffneten Kampf und die Anwendung von Gewalt für gerechtfertigt hielten. Diese Gruppierung nahmen den spanischen Staat als unterdrückende Besatzungsmacht wahr. Die repressive Politik der spanischen Monarchie, die nicht durch den Übergang zur Demokratie in den 1930er Jahren gemildert wurde, verbot die Traditionen und Sprache des baskischen Volkes sowie das öffentliche Zeigen der Ikurriña.

#### Radikalisierung
1934 verließen radikale Mitglieder der PNV und der Aberri die Parteien, um gegen die als repressive Einschränkung der baskischen Freiheit wahrgenommene Politik des spanischen Staates anzutreten. Sie bildeten eine militante und gewaltbereite Gruppe, die den Namen Jagi-Jagi annahm und eine Zeitung herausgab. Die Jagi-Jagi ging in ihrer Ausrichtung vom radikalen Nationalismus zum Independentismus über und wurde wenige Wochen nach ihrer Gründung verboten. Daraufhin gingen ihre Mitglieder in den Untergrund und bereiteten, zusammen mit anarchistischen Verbänden wie der libertären Kampfgruppe Los Solidarios um die polizeilich gesuchten Francisco Ascaso und Buenaventura Durruti in Spanien und Frankreich verschiedene Anschläge gegen Vertreter des spanischen Staates vor. Die Aberri ging nach ihrem Verbot ebenfalls in den Untergrund und organisierte den bewaffneten Widerstand.

#### Spanischer Bürgerkrieg

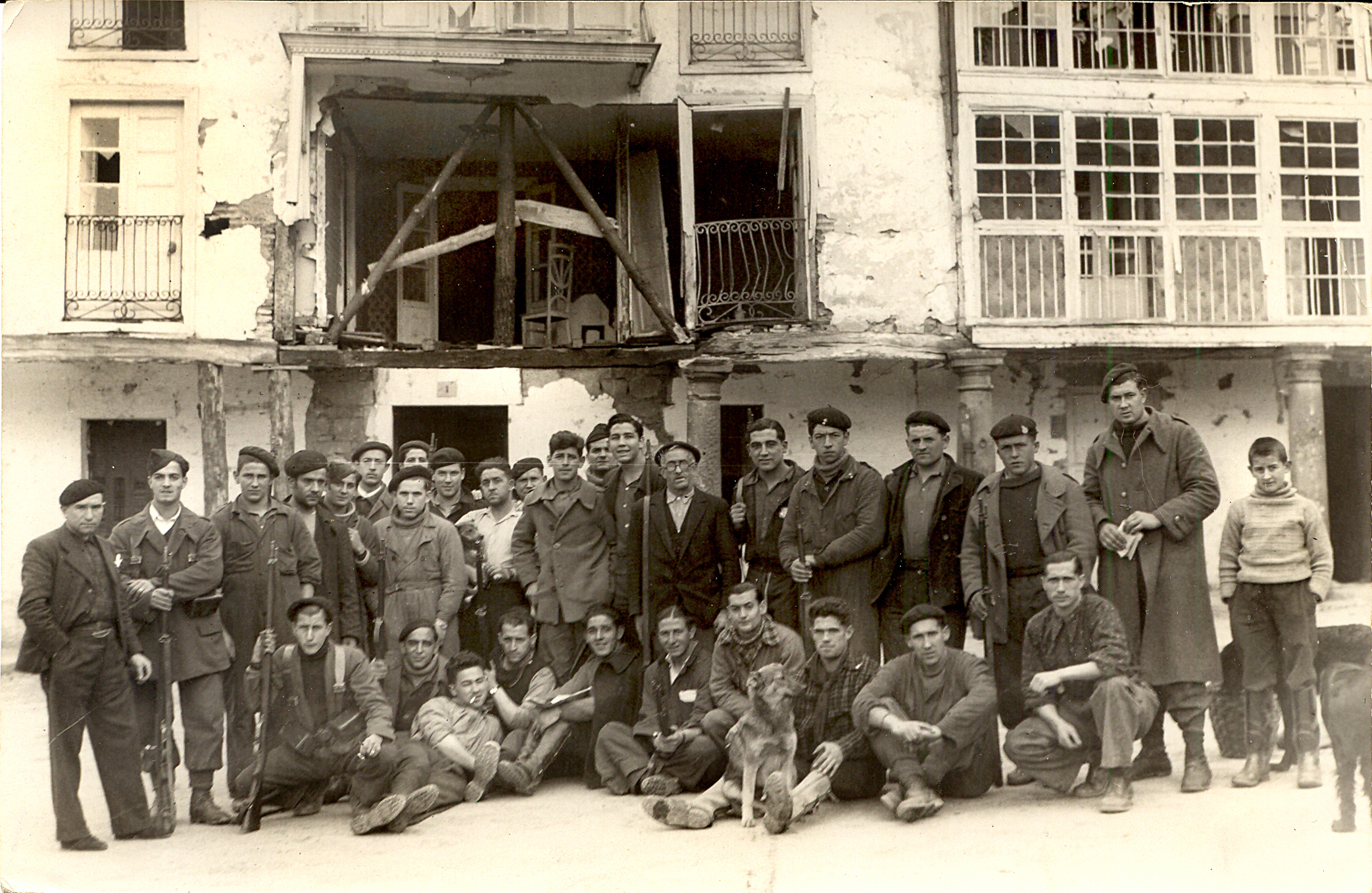
Mitglieder der Eusko Gudarostea und der Jagi-Jagi in Gipuzkoa, 1937

Die ersten bewaffneten Aktionen der Aberri und Jagi-Jagi fanden im Spanischen Bürgerkrieg statt, aus dem der General und spätere Diktator Francisco Franco im Jahr 1939 als Sieger hervorging. Im Baskenland wurde die Offensive von Franco besonders brutal geführt, und es kam dabei zum ersten großflächigen und völkerrechtswidrigem Bombenangriff auf die unbefestigte Stadt Guernica durch die deutsche Legion Condor. Die Mitgliederschaft der Jagi-Jagi und der anderen militanten baskischen Formationen kämpfte zusammen mit baskischen Sozialdemokraten der PNV unter dem Namen Euzko Gudarostea (Baskische Armee) auf der Seite der republikanischen Truppen. Den Oberbefehl übernahm José Antonio Aguirre, Vorsitzender der PNV. Neben der Euzko Gudarostea wurde auch eine eigenständige Regierung des Baskenlandes von der Spanischen Republik aufgestellt, dessen Aufgabe in der Verteidigung dieses Gebietes lag. Die militanten Formationen beteiligten sich jedoch nicht am neuen baskischen Parlament.

#### Repression
Nach dem Sieg Francos und der Besetzung des Baskenlandes wurde der baskische Nationalismus für Jahrzehnte in die Illegalität gedrängt: die Euzko Gudarostea, die baskische Regierung sowie die PNV, Jagi-Jagi und Aberri wurden aufgelöst. Anführer der Baskischen Armee und Politiker wurden verhaftet, hingerichtet oder zum Exil gezwungen.
Diese Repression, zu der auch Massenverhaftungen und die Internierung von jeglichen Separatisten gehörte, führte sowohl zu einer ideologischen Festigung als auch zu einer weiteren Radikalisierung des baskischen Nationalismus. Die Jagi-Jagi ging erneut in den Untergrund und organisierte zusammen mit Resten der Republikanischen Armee den bewaffneten Widerstand gegen die frankistischen Truppen, auch als Spanischer Maquis bekannt, der bis 1957 andauerte.

### Die ETA im franquistischen Spanien

#### Gründung der ETA
Nachdem die Anti-Franco-Guerilla 1957 von der spanischen Regierung unterdrückt wurde, formierten sich in verschiedenen baskischen Orten neue separatistische und linksnationalistische Gruppierungen. Die einflussreichste sowie größte davon war die EKIN, die vor allem aus Studenten und Arbeitern bestand und die Ideologie und Theoretik der militanten und gewaltbereiten Separatisten der Jagi-Jagi und der Aberri aufnahm.
Am 31. Juli 1959 gründeten Mitglieder der EKIN sowie eine weitere Gruppe junger Basken, vornehmlich Studenten der Jesuitenuniversität von Bilbao und Mitglieder des Jugendverbandes der PNV die Euskadi ta Askatasuna. Das Gründungsdatum der Organisation fiel, so eine verbreitete Ansicht, nicht zufällig auf den 31. Juli, den Gründungstag der PNV und gleichzeitig den Tag des Ignatius von Loyola, einem jesuitischen Heiligen baskischer Herkunft.
Die Gründer der ETA missbilligten, dass die mittlerweile nicht mehr illegale PNV und die anderen baskischen Nationalisten nach dem Ende des Widerstands 1957 zu einem Kompromiss mit der Diktatur Francos gekommen waren. Dies bedeutete in ihren Augen einen Verrat an den Kriegstoten und baskischen Opfern der Diktatur.
Dafür befürwortete die ETA einen radikaleren Kurs, der sich stärker an den Unabhängigkeitsbestrebungen Sabino Aranas und der Jagi-Jagi orientierte. Gleichzeitig kritisierte die ETA die Gründer der PNV, dessen Idee einer baskischen Herkunft rassistisch-nationalistisch geprägt war, und widersprach dieser Theorie mit einem kulturellen Konzept, in dem die baskische Sprache und nicht die Herkunft eine Rolle spielte.
Vorbilder für den Bewaffneten Kampf fand die Organisation dabei bei der Irish Republican Army, den in Indochina kämpfenden Vietkong, der FLN-Bewegung in Algerien und anderen nationalrevolutionären Gruppierungen.

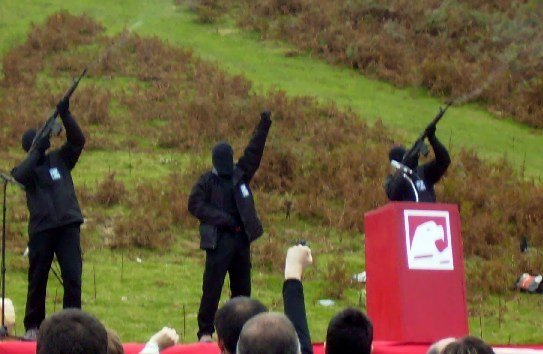
Eine Talde der ETA auf der Erinnerungszeremonie in Ehren der baskischen Gefallenen, Aritxulegi (Guipuzkoa) 2006

Im Jahr 1962 fand die erste Versammlung der ETA in einem Kloster der französischen Ortschaft Bellocq statt. Bei diesem Zusammentreffen wurde ein Manifesto entworfen, in dem sich die ETA selbst als eine „revolutionäre Untergrundorganisation“ bezeichnet, dessen Ziel im Erreichen der „endgültigen und kompromissfreien Unabhängigkeit des baskischen Gebietes“ bestand. Zu diesem Zweck war die Anwendung von Gewalt, Terrorismus und militärischer Kraft zu benutzen, und die ETA begann ab ihrer Gründung, Waffen, Sprengstoff und Munition in Bilbao anzusammeln. Ideologisch entwickelte sich die Organisation in diesen ersten Jahren ihrer Existenz im Spannungsfeld zwischen einer nationalrevolutionären und einer sozialistischen Ausrichtung.

#### Aktivität in der Diktatur

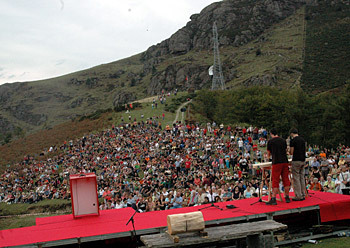
ETA und Batasuna Erinnerungsmarsch in Ehren der baskischen Gefallenen, Aritxulegi (Guipuzkoa) 2006

Im Jahr 1965 begann die Organisation mit Überfällen und der Erhebung „revolutionärer Steuern“ in von ihr kontrollierten Gebieten. Weitere Anschläge der ETA zielten im Regelfall auf Polizisten, so etwa auch beim zweiten tödlichen Anschlag am 7. Juni 1968 in Villabona, sowie Militärs und Vertreter des Franco-Regimes. Die Polizei und der spanische Geheimdienst antworteten mit schwerer Repression gegenüber Sympathisanten der Organisation, demonstrierenden Studenten und streikenden Arbeitern. Dies brachte einen großen Teil der anfänglich friedlichen baskischen Studentenbewegung von 1968 zum bewaffneten Kampf und viele der baskischen Jugendlichen schlossen sich der ETA an.
Bei den Aktionen der ETA wurden jedoch immer wieder auch völlig unbeteiligte Personen zu Opfern, vor allem in Bombenanschlägen und Sprengstoffattacken. Gleichzeitig organisierten ETA-Mitglieder in baskischen Städten Straßenkämpfe während der immer häufiger von der Polizei angegriffenen nationalistischen Veranstaltungen.
Der folgenreichste Schlag der ETA erfolgte am 20. Dezember 1973, als ein Bombenattentat auf den spanischen Ministerpräsidenten und designierten Franco-Nachfolger Luis Carrero Blanco diesen und dessen bewaffnete Eskorte tötete. Blanco hatte in der Kirche nahe seiner Wohnung wie jeden Tag die Morgenmesse besucht und war mit seinem Auto auf der Wegfahrt, als in einem von den ETA-Militanten zu diesem Zweck unter der Claudio-Coello-Straße gegrabenen Tunnel unter dem Auto drei Sprengladungen explodierten und Carrero Blanco und seine Begleiter töteten. Die Sprengsatz war so stark, dass der Wagen des Präsidenten 30 Meter hoch geschleudert wurde.
Diese Aktion stieß sowohl in baskisch-nationalistischen Kreisen als auch bei den nicht-nationalistischen Franco-Gegnern durchaus auf Wohlwollen, doch öffentlich gab es nur wenige, die ihre Freude zeigten. In der Folge dieses Anschlags verstärkte das Franco-Regime die politische Repression gegen die Basken.

### Die ETA im demokratischen Spanien

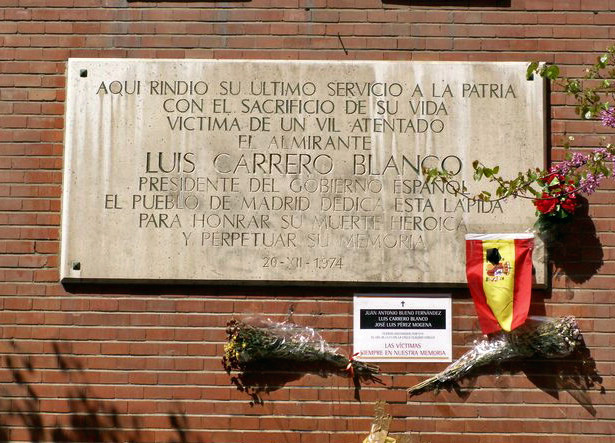
Erinnerung an den 1973 durch einen ETA-Sprengstoffanschlag gestorbenen Admiral Carrero Blanco, Madrid 2006

Die ETA blieb bis zum Fall des Franco-Regimes 1975 die einzige Organisation, die der Diktatur bewaffneten Widerstand leistete, und dies brachte ihr die Sympathien eines Teils der spanischen Gesellschaft sowie eines Großteils der Basken. Nach dem Übergang zur Demokratie im Jahre 1975 wurde die Fortführung des radikalen Kampfes durch die ETA jedoch von vielen Spaniern, auch im Baskenland, als schierer und unnötiger Terrorismus angesehen, der ein friedliches Zusammenleben im Land verhinderte. Ein gewaltfreier und demokratischer Übergang zur Unabhängigkeit wurde nun von vielen Basken und Sympathisanten der ETA nach dem Ende der repressiven Diktatur als möglich gesehen. Kritiker warfen deshalb der ETA insbesondere vor, dass sie ein normales politisches Leben im Baskenland unmöglich machte, beispielsweise durch Drohungen und Attentate gegen sozialistische und konservative Politiker oder Erpressungen von Unternehmern.

#### Aktivität während des Übergangs zur Demokratie
Im Oktober 1974 spaltete sich die ETA in einem mehrheitlichen politisch-militärischen (ETA/PM) und einem kleineren militärischen Arm (ETA/M).
Dies führte in der Zeit des Überganges zur Demokratie zu einer zweigeteilten Entwicklung der Organisation. Der überwiegende Teil der politisch-militärischen ETA akzeptierte die von der spanischen Regierung angebotene Amnestie für die während des Franco-Regimes verhafteten ETA-Mitglieder, woraufhin die Inhaftierten entlassen wurden, auch wenn sie schwere Delikte begangen hatten. Die ETA/PM lehnte fortan die Anwendung von Gewalt zur Durchsetzung ihrer Ziele ab und fügte sich ab 1982 in die legale politische Partei Euskadiko Ezkerra, (Linke des Baskenlandes) ein. Diese Partei fusionierte später mit der regionalen Gliederung der PSOE.
Der militärische Arm der ETA radikalisierte sich dagegen weiter und führte verstärkt die Strategie des bewaffneten Kampfes fort, wobei sie immer noch eine gewisse Sympathie und Unterstützung sowohl im Baskenland als auch in den marxistischen und revolutionären Kreisen Spaniens fand. Gleichzeitig weitete die Organisation die Ziele ihrer Aktionen aus und richtete ihren Kampf seit dem Ende der 1970er Jahre auch gegen baskische Politiker und Journalisten, die von der ETA der Zusammenarbeit mit Spanien bezichtigt werden.

#### Aktivität in der Demokratie

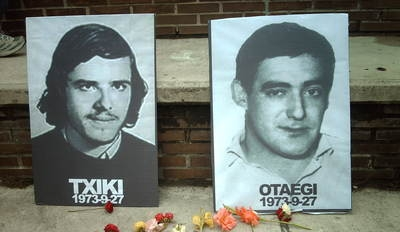
Erinnerungen an die 1973 bei einem Einsatz gefallenen Militanten Txiki und Otaegi, Bilbao 2013

Mit der Verabschiedung der Verfassung des Königreiches Spanien 1978 und des Autonomiestatutes für das Baskenland am 22. Dezember 1979 wurden den baskischen Provinzen weitgehende Autonomierechte zugesprochen. Nach diesem politischen Ereignis formte die ETA im selben Jahr die legale Partei Herri Batasuna, die als politischer Arm der Organisation galt und im baskischen Regionalparlament mit 18 % der Gesamtstimmen vertreten war.
Die bewaffnete Organisation führte jedoch den Kampf gegen die spanischen Institutionen fort und brachte den Konflikt Anfang der 1980er Jahre zur Eskalation.
Ab 1983 traten mit Tolerierung und sogar Unterstützung der regierenden PSOE erstmals Todesschwadronen auf, deren Angriffe gegen ETA-Mitglieder, Sympathisanten und baskische Linksseparatisten gerichtet waren. Diese Gruppen nannten sich Grupos Antiterroristas de Liberación (GAL, Antiterroristische Befreiungsgruppen) und verübten bis 1987 mehrere Attentate, Entführungen und Folteraktionen, denen insgesamt 28 Personen zum Opfer fielen.
Die GAL tötete und folterte nicht nur Militante der ETA, sondern attackierte auch Zivilisten sowie Politiker der Batasuna, baskische Marxisten und separatistische Aktivisten, die in keiner Weise mit der ETA in Verbindung standen. Diese Phase des Kampfes gegen den ETA-Terrorismus wird als guerra sucia (schmutziger Krieg) bezeichnet und trug vor allem dazu bei, nicht nur im Baskenland der ETA erneut Rechtfertigung im Kampf gegen den spanischen Staat zu geben.
Allerdings gab es seit Ende der 1970er Jahre immer wieder Gespräche zwischen spanischen Regierungsmitgliedern und der Organisation, die mehrfach zu zeitweiligen Waffenruhen führten. So verkündete die ETA bereits während der Amtszeit des Ministerpräsidenten Leopoldo Calvo Sotelo (UCD) im Februar 1981 eine erste Waffenruhe, die ein Jahr andauerte.
Im September 1985 zündete die ETA eine Autobombe in Madrid; bei der Explosion starb ein vorbeigehender Zivilist und 16 weitere wurden verletzt. Am 19. Juni 1987 detonierte die Organisation in einem Supermarkt der Kette Hipercor in Barcelona einen Sprengsatz, der 21 Personen umbrachte und 45 verletzte. Zwar hatte die ETA eine Warnung abgegeben, da die Bombe jedoch nicht gefunden werden konnte und schließlich von einem falschen Alarm ausgegangen wurde evakuierte die Polizei das Gebäude nicht.
Am 28. Januar 1988 bot die ETA der Regierung von Felipe González (PSOE) eine zweite Waffenruhe an, während der eine Verhandlungslösung für den baskischen Konflikt gefunden werden sollte. Die Geheimkontakte zwischen der spanischen Regierung und der ETA fanden in Algerien statt und scheiterten schließlich am 4. April 1989. Kurz darauf nahm die Organisation die bewaffneten Aktionen wieder auf und verübte kurz darauf einen tödlichen Anschlag auf einen spanischen Polizisten.
1995 verübte die ETA ein Sprengstoffattentat auf den Oppositionsführer José María Aznar, das dieser leicht verletzt überlebte. Ein Jahr später gewann Aznars Partido Popular (PP) die spanischen Parlamentswahlen und übernahm die Regierungsführung.
Im Juni 1996 bot die ETA der neuen Regierung eine diesmal einwöchige Waffenruhe an und forderte damit den spanischen Staat auf, die politische Initiative zur Lösung des baskischen Konfliktes zu ergreifen. Nachdem die PP keinerlei Schritte zur Verhandlung getan hatte, nahmen die Separatisten erneut die Anschläge auf. Am 10. Juli 1997 entführte die ETA den 29-jährigen PP-Politiker Miguel Ángel Blanco, der dem Stadtrat im baskischen  Ermua angehörte. Für seine Freilassung forderte die bewaffnete Organisation die Rückführung sämtlicher inhaftierter Militanten ins Baskenland innerhalb von 48 Stunden. Dies führte in ganz Spanien zu Demonstrationen zu seiner Freilassung, Ángel wurde jedoch nach Ablauf des Ultimatums durch seine Entführer angeschossen, bei Lasarte-Oria liegen gelassen und verstarb kurz darauf im Krankenhaus. Das große Medienecho der Aktion führte noch einmal zu einer bleibenden Delegitimierung der ETA in weiten Bereichen der spanischen Gesellschaft, sechs Millionen Menschen demonstrierten in Spanien gegen die ETA. Eine weitere Folge der Ermordung Ángels ist die Gründung des Foro de Ermua im Januar 1998, eines Vereins, in dem Intellektuelle wie Fernando Savater sich gegen den baskischen Nationalismus wandten, oder der Opferhilfe Colectivo de Víctimas del Terrorismo en el País Vasco (COVITE) im November 1998. COVITE vertritt auch die Interessen der Opfer des Gegenterrors der GAL. 1999 entstand ¡Basta Ya!.
Am 16. September 1998 verkündete die ETA abermals ein Einstellen ihrer Aktionen. Spanische Politiker und ETA-Kommandeure verhandelten am 19. Mai 1999 bei einem Treffen in Zürich. Die als „zeitlich nicht limitiert und bedingungslos“ angekündigte Waffenruhe beendete die Organisation jedoch im November 1999 wieder.
Im Jahr 2000 schlossen PP und PSOE auf Vorschlag des damaligen Oppositionsführers José Luis Rodríguez Zapatero den sogenannten Antiterrorpakt, in dem sie sich auf ein gemeinsames Vorgehen in der Bekämpfung der ETA einigten. Im Rahmen dieser Maßnahmen wurde 2003 die Batasuna verboten, da das spanische Oberste Gericht es als erwiesen ansah, dass Batasuna der politische Arm der ETA war und unter anderem zur Finanzierung der Terrororganisation diente. In den folgenden Jahren wurden auch verschiedene weitere Parteien, etwa Euskal Herrialdeetako Alderdi Komunista oder Acción Nacionalista Vasca als Nachfolger der Batasuna identifiziert und verboten. Dies wurde jedoch von der kompletten baskischen Gemeinde kritisiert, die in der Abschaffung dieser politischen Subjekte eine Kriminalisierung des baskischen Nationalismus sah. PP und PSOE wurde vom baskischen Regionalparlament vorgeworfen, mit juristischen Mitteln dessen Zusammensetzung beeinflussen zu wollen.
Am 18. Februar 2004 verkündete die ETA auf einer Pressekonferenz in Perpignan das definitive Ende der bewaffneten Aktionen in der spanischen Autonomen Gemeinschaft Katalonien. Diese Ankündigung war das Ergebnis von Gesprächen zwischen der Organisation und deren damaligen Führern Josu Ternera und Mikel Antza, der katalanisch-linksnationalistischen Esquerra Republicana de Catalunya (ERC) und deren Vorsitzenden Josep Lluís Carod Rovira.
Im Frühjahr 2004 wurde die ETA verdächtigt, für die verheerenden Madrider Zuganschläge vom 11. März verantwortlich zu sein. Es stellte sich jedoch schnell heraus, dass die Bomben von islamistischen Terroristen gelegt worden waren. Die Strategie der ETA erfuhr trotzdem durch die verschärften Sicherheitsmaßnahmen eine empfindliche Schwächung. Zudem wurde nach dem 11. März die Ablehnung von Terrorismus als Mittel zur Durchsetzung politischer Ziele zu einem parteiübergreifenden Konsens, dem sich auch der politische Arm der Separatisten nicht entziehen konnte. Es kam infolgedessen nach 2004 nur noch zu wenigen Aktionen der ETA, vor allem kleinere Bombenanschläge ohne Todesopfer, und die Organisation bot am 16. Januar 2005 an, den Konflikt im Baskenland mit friedlichen Mitteln zu überwinden. Der Vorschlag wurde von der spanischen Regierung jedoch abgelehnt, da die ETA von Beginn an die Forderung ausgeschlossen hatte, die Waffen endgültig niederzulegen.

#### Aktivität seit 2006

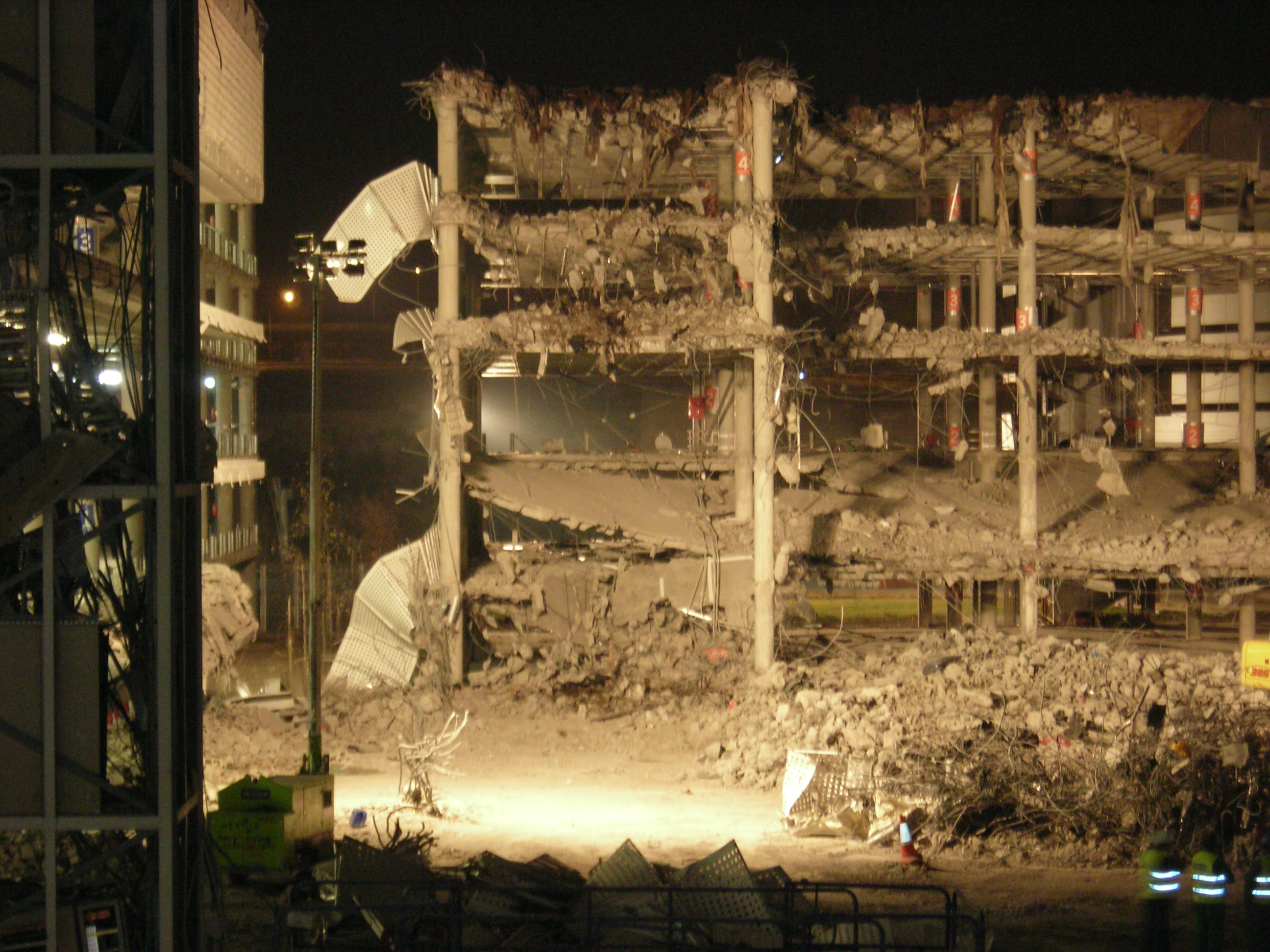
Das zerstörte Parkhaus des Flughafens Madrid Barajas nach dem Sprengstoffanschlag der ETA, 2006

Am 22. März 2006 kündigte die ETA schließlich eine bereits seit längerer Zeit erwartete dauerhafte Waffenruhe an, die dann am 24. in Kraft trat. Die Organisation äußerte zudem die Erwartung, einen demokratischen Prozess im Baskenland in Gang setzen zu können, um den Konflikt zu beenden. Die demokratischen Parteien in Spanien begrüßten diesen Schritt, und in einem weiteren Kommuniqué konkretisierte die ETA über die Website der baskischen Zeitung Gara ihre Vorstellungen für die Zeit der dauerhaften Waffenruhe.
Die spanische Regierung unter Ministerpräsident José Luis Rodríguez Zapatero (PSOE) nahm daraufhin die Verhandlungen auf, betonte dabei jedoch, dass sie keinen „politischen Preis“ für das Ende des Terrorismus bezahlen würde. Die Partido Popular warf Zapatero jedoch einen Bruch des Antiterrorpakts vor und machte die laufenden Verhandlungen zum Schwerpunkt ihrer Kritik an der Regierung. Auch innerhalb der ETA war dieses Thema umstritten: der Kommandeur Josu Ternera, sowie Arnaldo Otegi und weitere wichtige Mitglieder der verbotenen Partei Batasuna unterstützten den Dialog. Inhaftierte Militanten standen ebenfalls auf der Seite Terneras, ebenso der Großteil der Sympathisanten. Andere Mitglieder, insbesondere Mikel Garikoitz Aspiazu Rubina, Kampfname Txeroki, forderten von Ternera eine Rückkehr zur Gewalt, die als einziges Mittel zur Beendung des Konfliktes gesehen wurde.
Txeroki übernahm im Dezember 2006 die Macht innerhalb der ETA, und die Waffenruhe wurde schließlich am 30. Dezember mit einem Sprengstoffanschlag auf den Flughafen Madrid-Barajas beendet. Zwei Ecuadorianer starben dabei, und Zapatero setzte daraufhin den begonnenen Dialog aus. Am 5. Juni 2007 erklärte die ETA schließlich ihre Waffenruhe endgültig für beendet. Sie kündigte an, den bewaffneten Kampf „an allen Fronten“ wieder aufzunehmen, und verübte nach der Festnahme der Parteispitze von Batasuna im Oktober desselben Jahres ein erstes Bombenattentat in Bilbao, bei dem der Leibwächter eines sozialistischen Kommunalpolitikers schwer verletzt wurde. Am 7. März 2008, zwei Tage vor der Parlamentswahl in Spanien, wurde der ehemalige Kommunalpolitiker der regierenden PSOE Isaias Carrasco in seinem baskischen Heimatort erschossen. Zwei Mitglieder der ETA wurden 2012 in Frankreich verhaftet und des Mordes angeklagt.

#### Aktivität im Ausland
Auch die Bewertung der ETA durch das Ausland hatte nach dem Übergang zur Demokratie eine Veränderung gesehen. So wurde das Vorgehen der ETA in der Zeit der Diktatur – und auch einige Jahre nach dem Übergang zur Demokratie – etwa von der französischen Regierung toleriert. Bekennenden Mitgliedern der Organisation war es in dieser Zeit möglich, sich frei auf französischem Boden zu bewegen, da die französische Regierung davon ausging, eine solche Politik sei geeignet, um das Ende des Franco-Regimes zu beschleunigen. Innerhalb der ETA sprach man in dieser Zeit vom santuario francés (dem französischen Sanktuarium), das Militanten als Rückzugsgebiet diente; Sympathisanten besaßen in dutzenden französischen Städten Schlupfwinkel und sichere Häuser.
Mitte der 1980er Jahre begann Frankreich jedoch von dieser Politik Abstand zu nehmen. In den Jahren 1984 und 1985 wurden bei umfangreichen Polizeiaktionen in Frankreich viele ETA-Mitglieder verhaftet und an Spanien ausgeliefert oder in Drittländer ausgewiesen. Mit der Einführung der polizeilichen und justiziellen Zusammenarbeit in Strafsachen im Rahmen der Europäischen Union seit 1993 und der Intensivierung der europäischen Antiterrorpolitik nach den Anschlägen des 11. September 2001 in den USA wurde die Kooperation zwischen den französischen und spanischen Behörden im Kampf gegen die Untergrundorganisation weiter ausgebaut.

#### Jüngere Entwicklung

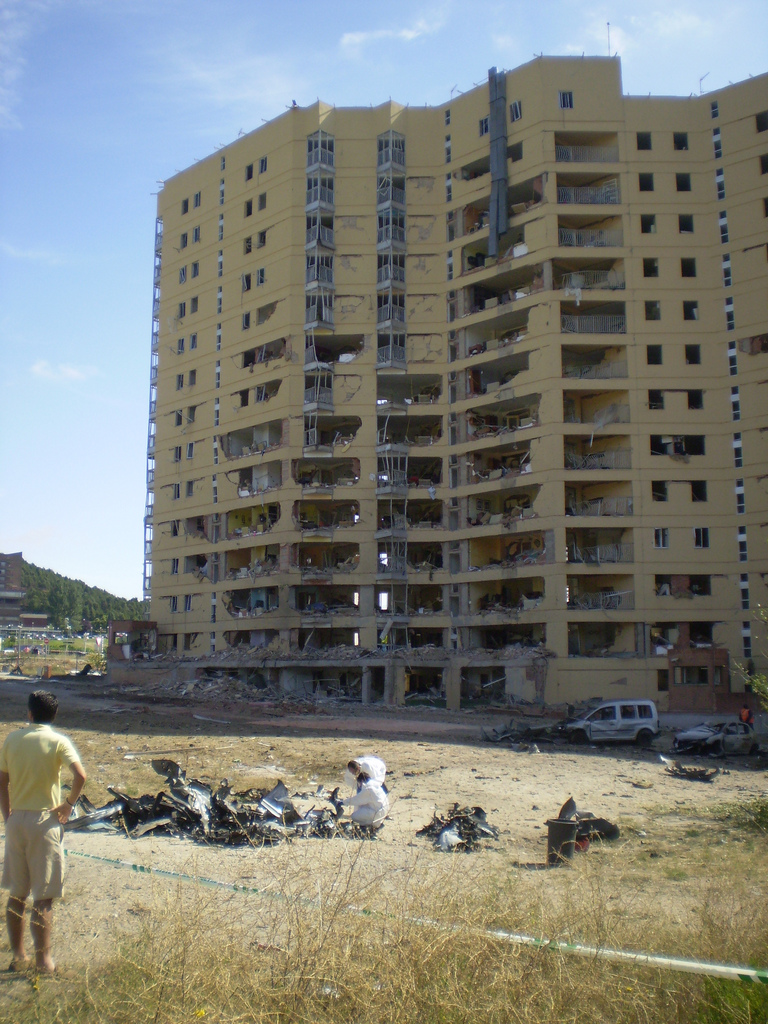
Die Kaserne der Guardia Civil in Burgos am Tag nach dem Anschlag vom 29. Juli 2009.

Kurz nach dem Ende des Waffenstillstands und dem Attentat auf Madrid-Barajas gelangen der spanischen und französischen Polizei mehrere bedeutende Fahndungserfolge. Am 21. Mai 2008 wurde der Leiter der militärischen Operationen der ETA Francisco Javier López Peña, Kampfname Thierry, zusammen mit weiteren Militanten im Bahnhofsviertel von Bordeaux verhaftet. Txeroki wurde am 17. November in Frankreich festgenommen, und sein mutmaßlicher Nachfolger Aitzol Iriondo, Kampfname Gurbita, zwei Wochen später in Gerde verhaftet. Am 18. April 2009 schließlich wurde mit Jurdan Martitegi auch dessen mutmaßlicher Nachfolger festgenommen.
Nach diesen Festnahmen, bei denen zum ersten Mal in der Geschichte der ETA viermal innerhalb eines einzigen Jahres dessen Führung gefasst wurde, galt die Organisation als schwächer denn je zuvor. Aufgrund des Verbotes der Batasuna, der EHAK und ANV existierten zudem keine gewaltbereiten Formationen mehr, die im baskischen Regionalparlament vertreten waren. Die von der Batasuna, dessen Nachfolgepartei EHAK bei den Regionalwahlen 2004 10,2 % aller baskischen Stimmen erhalten hatte, als Protest gegen die Illegalisierung ihres politischen Spektrums vertretene Option, eine ungültige Stimme (voto nulo) abzugeben, wurde von 8,84 % aller baskischen Wahlberechtigten (101.000 Stimmen) befolgt.
Anfang 2009 kehrte, einigen Presseberichten zufolge, der verhandlungsbereite Josu Ternera (bereits Abgeordneter der Batasuna) an die Spitze der ETA zurück. Allerdings schloss die spanische Regierung nach dem Bruch des Waffenstillstands 2006 einen weiteren Dialog mit der ETA ausdrücklich aus.
Am 29. Juli 2009 verübte die ETA einen Anschlag auf eine Polizeikaserne in Burgos, bei dem 60 Menschen verletzt wurden. Nur einen Tag später wurden zwei Polizisten der Guardia Civil bei einem Bombenanschlag in Palmanova (Mallorca) getötet. Noch am selben Tag verübte die ETA drei weitere Bombenattacken auf Restaurants und ein Einkaufszentrum in Palma, verletzt oder getötet wurde hierbei aber niemand. Für diese Angriffe übernahm die Organisation am 9. August schriftlich die Verantwortung.

#### Waffenstillstand 2011
Am 5. September 2010 erklärte die ETA in einem an die British Broadcasting Corporation (BBC) verschickten Video erneut einen Waffenstillstand.
Am 10. Januar des darauffolgenden Jahres wurde ein weiteres Kommunikat der ETA verbreitet, in dem ein „dauerhafter und allgemeiner Waffenstillstand“ erklärt wurde, der „durch die internationale Gemeinschaft verifiziert werden kann.“
Am 20. Oktober 2011 verkündete die ETA die „definitive Beendigung ihrer bewaffneten Aktivitäten“.
Im Frühjahr 2012 schlossen sich die drei verbotenen Parteien der baskischen Separatisten zusammen mit weiteren sozialistischen Formationen der Region zum Wahlbündnis Bildu zusammen. Die neue Partei erhielt ein besonders gutes Ergebnis bei den baskischen Regionalwahlen (26 % der Gesamtstimmen), wobei es als zweitgrößte politische Formation, nach der EAJ-PNV, im Baskenland anerkannt wurde.
Im November 2012 erklärte sich die ETA zur Auflösung bereit, stellte dafür jedoch folgende Forderungen:
- das Verlegen aller inhaftierten ETA-Mitglieder in Gefängnisse im Baskenland.
- das Legalisieren der Parteien Batasuna, EHAK und ANV.
- das Recht, die Waffen im Besitz der Organisation nicht abzugeben.

### Friedensprozess
Nach dem „endgültigen Waffenstillstand“ des Jahres 2011 kam es mehrmals zu Äußerungen von ETA-Mitgliedern sowie von Regierungsquellen über den beginnenden Friedensprozess. Laut den Sprechern einiger ETA-naher politischer Plattformen bestanden jedoch immer noch Hindernisse, etwa die andauernden gerichtlichen Verfahren gegen festgenommene Mitglieder der ETA oder linksnationalistische Aktivisten.
Im März 2013 veröffentlichte die ETA ein Dokument, das sofort durch viele Zeitungen des Landes aufgegriffen wurde. Darin rief die Organisation die spanische und französische Regierung dazu auf, die vor dem Friedensprozess gemeinsam getroffenen Vereinbarungen einzuhalten. Das Aufgeben eines gemeinsamen Verhandlungstisches in Norwegen sei für die ETA:

„eine aggressive Haltung des französischen und spanischen Staates, welche gefährliche Situationen provoziert und Schwierigkeiten erzeugt hat, […] sowohl für die sozialistischen baskischen Befreiungskräfte [d. h. die ETA] als auch für jeden Basken und jeden Einwohner Frankreichs und Spaniens. In diesem Sinne will die ETA die Verantwortung und das Engagement aller ihrer Mitglieder betonen, da diese in der Vermeidung von Unfällen und Konfrontationen […] entscheidend gewesen sind […].“

Was die Entwaffnung der paramilitärischen Organisation und die Fortführung des Friedensprozesses anging, betonte die ETA im Communiqué:

„Zudem will die ETA deutlich machen, dass die Frage der Abrüstung seit ihrer Gründung außerhalb des Mandates der Internationalen Kommission zur Überprüfung lag; deshalb stand und steht dieses Thema weder auf der Agenda unserer Organisation noch auf der Internationalen Prüfungskommission. […] Die ETA befasst sich in der Regel mit Problemen und Hindernissen an den Verhandlungsfront mit der gebotenen Diskretion, doch sehen wir uns nun mit Vertuschungen und Tricks konfrontiert, die als einziges Ziel die Beschädigung des Prozesses haben. Deshalb sieht die ETA die Notwendigkeit, diese Tatsachen zu veröffentlichen und den baskischen Bürgern unmittelbar zur Kenntnis zu bringen.
Das Aufgeben des Dialog- und Verhandlungsraumes [in Norwegen] ist nun ein klarer Rückschritt. Wir werden ihn als solchen behandeln und er wird negative Folgen haben, da er den Friedensprozess erschwert und verzögert.“

Im Sommer 2013 eröffnete der spanische Richter Baltasar Garzón den Prozess 35/02, in dem sich zum ersten Mal seit dem Verbot der ETA-nahen Parteien Politiker und Aktivisten der baskischen Linken vor Gericht verantworten mussten. Die Angeklagten hatten in den meisten Fällen keine direkten Verbindungen zur ETA, sondern wurden für Verbrechen wie „Apologie des Terrors“ angeklagt. Für die Abertzale-Linke Partei Euskal Herria Bildu bedeutete der Prozess 35/02, auch „Garzón-Prozess“ genannt:

„ein ernsthaftes Hindernis […] welches möglicherweise den baskischen und spanischen Friedensprozess […], ein Prozess der sowohl von baskischen als auch von spanischen Institutionen, politischen und militärischen Kräften unterzeichnet wurde und diesbezüglich respektiert werden sollte […], aufhalten oder sogar zunichte machen könnte […]“

Spanische Zeitungen und Politiker antworteten daraufhin, Bildu würde mit Gewalt drohen, was die Partei möglicherweise ebenfalls einer Auflösung nahebringe. Bildu rief für den 26. Oktober 2013 zu einer Demonstration in Bilbao unter dem Motto Por encima de los ataques! Euskal Herria adelante! (deutsch: Vorwärts Baskenland, über die Angriffe hinweg) auf. Die ETA äußerte sich nicht über das Verfahren.
Im Prozess 35/02 sollten bis zu 80 Personen aus der baskischen linken Szene angeklagt und verurteilt werden, darunter mehrere führende Mitglieder von Bildu wie Arnaldo Otegi, Rufi Etxebarria, Joseba Permach, Joseba Alvarez, Floren Aoiz und Karmelo Landa sowie ehemalige Mitglieder der Batasuna.
Am 20. Juli 2014 berichtete die der ETA nahestehende Zeitung Gara, die ETA habe die „Auflösung ihrer logistischen und operativen Strukturen“ gemeldet.
Am 17. März 2017 gab Txetx Etcheverry, Mitglied der ökologischen Vereinigung Bizi! und einer der als artesanos de la paz („Friedenshandwerker“) bezeichneten Vermittler, der französischen Tageszeitung Le Monde bekannt, dass die ETA bis zum 8. April 2017 vollständig entwaffnet sein würde. Bis dahin sollten sämtliche Waffenverstecke unilateral und ohne Vorbedingungen genannt werden. Eine entsprechende Liste würde dem Forum Weg des Friedens, dem Etcheverry angehört, in den nächsten Stunden zum Zwecke der Weiterleitung an die internationale Friedenskommission zur Überwachung des Waffenstillstandes übergeben. Der Vorsitzende des Partido Popular im Baskenland, Alfonso Alonso, betonte, man werde weiterhin mit der ETA weder verhandeln noch sprechen.
Am 7. April 2017 veröffentlichte die britische BBC einen an sie gerichteten Brief der ETA-Führung, in der die Organisation ankündigte, am folgenden Tag einseitig und ohne weitere Vorbedingungen die Waffen niederzulegen. Allerdings sprach sie auch die Warnung aus, dass der Prozess der Beendigung des bewaffneten Kampfes durch „Feinde des Friedens“ gestört werden könne. Am 8. April 2017 begann die Waffenübergabe im französischen Bayonne, bei welcher 3,5 Tonnen Waffen abgegeben wurden.
Am 23. Februar 2018 veröffentlichte die baskische Zeitung „Gara“ ein Schreiben der ETA-Führung, wonach die Organisation über ihre Auflösung abstimme. Bis April 2018 hatte sich ergeben, dass nur etwa zehn Prozent der Mitglieder nicht für die Auflösung waren und am 18. April wurde die Auflösung per Anfang Mai 2018 verkündet.
Erstmals in der Geschichte der ETA folgte am 20. April eine Entschuldigung an ihre Opfer. Kritisiert wurde von Opferverbänden jedoch die Aufteilung der Opfer in zwei Kategorien: ausdrücklich entschuldigte sich die ETA nur bei unbeteiligten Opfern, während rund 500 Militärs, Polizisten, Politikern und Juristen bloß „Respekt“ entgegengebracht wurde. Die Vorsitzende der Opfervereinigung FVT, Mari Mar Blanco, bezeichnete die damit vorgenommene Unterscheidung, wer eine Bombe gewissermaßen verdient hätte, als „unmoralisch“.

### Selbstauflösung
Am 2. Mai 2018 wurde bekannt, dass die ETA ihre Selbstauflösung zum 16. April 2018 bekannt gegeben hatte; alle Strukturen seien vollständig aufgelöst worden. Fernando Savater wies darauf hin, dass die ETA den jahrelangen Terror nicht verurteilt habe und sie nicht erwarten könne, dass alle Uhren auf Null gestellt würden, wo doch die ETA bisher so gut wie nichts zur Aufklärung von 358 ungelösten Mordfällen beigetragen hätte. Ein Kommentar in der NZZ erwähnte die in Spanien vermisste Entschuldigung sowie die Wahrnehmung der ETA-Mitteilung in Opferkreisen als Hohn und pure Propaganda.

## Opfer
- Zivilisten: 342 Tote
- Guardia Civil Española: 200 Tote

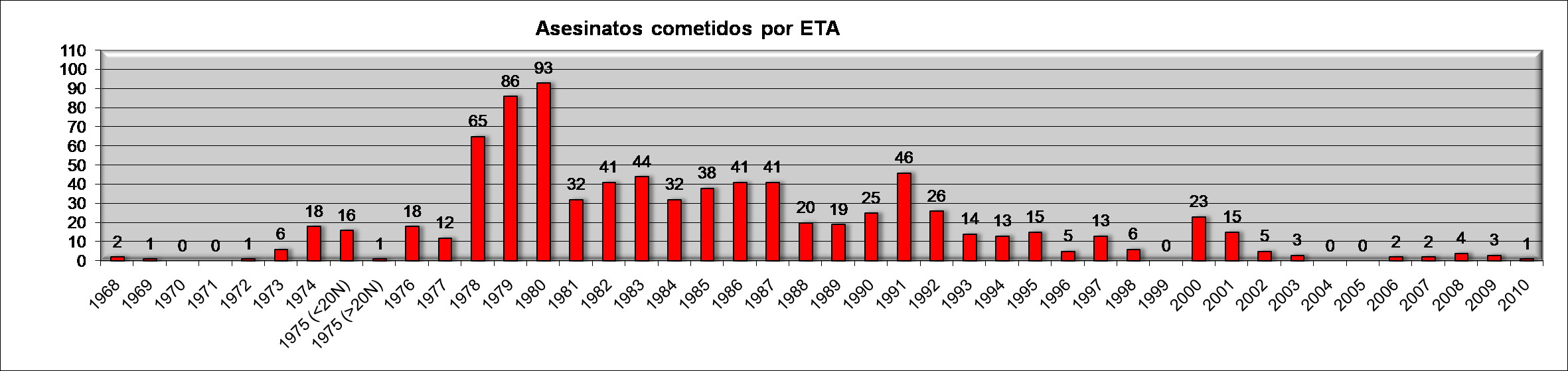
Opferzahlen der ETA in den Jahren 1968 bis 2010

- Cuerpo Nacional de Policía: 145 Tote
- Spanische Armee: 98 Tote
- Policía Local: 24 Tote
- Ertzaintza: 13 Tote
- Mossos d’Esquadra: 1 Toter
- ETA-Mitglieder, wegen (mutmaßlichen) Verrates getötet: Geschätzt auf 14 Tote
- GESAMT: 837 Tote[111][112]

Nach Angaben des spanischen Innenministeriums wurden bei Anschlägen der ETA zwischen dem Jahr 1960 und dem Jahr 2008 insgesamt 829 Menschen getötet. Darunter waren 342 Zivilisten und 481 gehörten staatlichen Organen an. Dazu brachten Mitglieder der ETA in verschiedenen Jahren mehrere Militante ihrer eigenen Organisation um, welche des Verrats an der Gruppe bezichtigt worden waren. Daraus ergibt sich die geschätzte Zahl von 837 Toten.
Laut der Organisation Gesto por la Paz wurden vor dem letzten verkündeten Waffenstillstand der ETA mehr als 3.000 Menschen bei ihren täglichen Aktivitäten im Baskenland und in Navarra von privaten Personenschützern begleitet. Ungefähr 900 Menschen wurden von der Polizei beschützt. Die Anzahl der Personenschützer und Bodyguards in dieser Region sank zwischen 2009 und 2012 in Folge des Friedens von rund 5000 auf 2000 Arbeitnehmer.

## Bedeutendste Anschläge
Aufstellung der bedeutendsten Anschläge der baskischen Terrororganisation ab 1961.